# Arnaud de La Porte
Pour les articles homonymes, voir La Porte.
Arnaud II de La Porte, né à Versailles le 14 octobre 1737, ministre de la Marine en 1789, intendant de la Liste civile, ministre de la Maison du roi Louis XVI, est mort guillotiné à Paris le 23 août 1792.

## Biographie
Arnaud de La Porte succède à son père, Arnaud I de La Porte (1706-1770), en tant que magistrat financier. Il reprend la charge de Maître de la Chambre des Comptes de Paris, de commissaire de la Marine et devient Maître des requêtes au Conseil d'État en 1783 .
Nommé Secrétaire d'État de la Marine dans l'éphémère ministère du 12 juillet 1789 , il émigre en Espagne, après la prise de la Bastille. Mais il est incité à rentrer en France sur l'annonce de sa nomination, le 22 décembre 1790, en qualité d'intendant de la liste civile avec le titre de secrétaire d'État et de ministre de la Maison du Roi Louis XVI. Le 3 janvier 1791, Arnaud de La Porte, rentré en France, va devoir  procéder à la gestion des fonds de la Liste civile jusqu'à la chute de la royauté.
Avec Rivarol et Bertrand de Molleville, il  coordonne l'effort des royalistes pour tenter de calmer les désordres de la Révolution : plus de mille-cinq-cents personnes (auteurs, chanteurs et lecteurs publics) sont employées à cet effet pour lesquelles sont dépensées plus de 200 000 livres par mois prélevées sur la cassette royale. En ce temps, La Porte crée un club appelé le « National » au carrousel. Les bureaux du Louvre occupés par l'office de la Liste civile sont le centre de stratégie où le Roi et ses fidèles discutent et lancent leurs efforts.
Après la journée des poignards du 28 février 1791, en relation avec Arnaud de La Porte et avec l'entourage du roi Louis XVI, Mirabeau, resté partisan du régime de la Monarchie constitutionnelle, se rallie secrètement à la cause royale.
Arnaud de La Porte est chargé d'apporter à l'Assemblée constituante, au lendemain de la fuite du roi à Varennes, la lettre dans laquelle Louis XVI justifie sa conduite et où il  défend aux ministres de contresigner les décrets de l'Assemblée constituante.
Pour avoir été le distributeur des fonds destinés à financer la fuite du roi, Arnaud de La Porte est arrêté après la journée du 10 août 1792 . Il est accusé d'avoir fait disparaître des documents compromettants en brûlant deux charrettes pleines de papiers ; il se défend en prétendant que les papiers en question étaient des libelles contre Marie-Antoinette. Il est jugé par le tribunal criminel le 17 août 1792 et guillotiné le 23 août sur la place du Carrousel : il est la deuxième personnalité politique exécutée après Collenot d’Angremont, chef du bureau de l'administration de la Garde nationale, et avant le journaliste Barnabé Farmian Durosoy, tué le 25 .

## Famille
La famille de La Porte est originaire du Béarn . Elle est anoblie en 1764 par la charge de maître de la Chambre des Comptes de Paris exercée par Arnaud Ier de La Porte. Ses armes portent de gueules à l'olivier arraché d'argent . Elle fait partie des Familles subsistantes de la noblesse française. Elle est inscrite à l'ANF depuis 1952.
Arnaud II de La Porte est le fils d'Arnaud Ier de La Porte (1706-1770), commissaire de la Marine, conseiller du roi en ses Conseils, sous-secrétaire d'État, maître ordinaire de la Chambre des Comptes de Paris en 1764, et de Marianne Pellerin de Plainville (1714-1763), fille de Joseph Pellerin de Plainville, commissaire de la Marine et numismate célèbre.
Ses deux frères sont :
- Arnaud-Ferdinand de La Porte (1756-1824), vicaire général du diocèse de Bordeaux sous l'Ancien Régime, qui deviendra évêque de Carcassonne (1802-1824) ;
- Arnaud-Joseph de La Porte-Lalanne (1758-1843), maître des requêtes sous l'Ancien Régime, deviendra recteur de l'académie de Rouen (1809-1814) puis conseiller d'État.

Arnaud II est le père d'Arnaud-Auguste de La Porte (1781-1874), général d'artillerie. L'ancêtre des branches subsistantes de la famille de La Porte est son frère cadet Jean-Victor. Le roi Louis XVIII accorde en 1815 à l'aîné du chef et d'armes de la famille de La Porte le titre de baron à titre héréditaire.

## Sources et bibliographie
- Histoire et dictionnaire de la Révolution française (1789-1799) de Jean Tulard, Jean-François Fayard, Alfred Fierro
- Jean-Philippe Zanco, Dictionnaire des Ministres de la Marine 1689-1958, S.P.M. Kronos, Paris 2011.